# Torben Skov
Torben Skov (født 15. november 1947) er en dansk grafiker, mest kendt for sit arbejde med frimærker. 
Han har siden 1990 tegnet frimærker for Post Danmark. Foruden de to EUROPA-frimærker i anledning af Spejderbevægelsens jubilæum (2007) stod han også bag de fire frimærker i serien Store danskere, som blev udgivet den 9. november 2007.
Torben Skov tegnede i 2007 i alt 20 danske særfrimærker. Flere af frimærkerne blev præmieret med Dansk Designråds IG-pris, der uddeles for god industriel grafik[kilde mangler].

## Biografi
Torben Skov begyndte som elev i reklameafdelingen på Sjællands Tidende. I 1968 blev han optaget på Den Grafiske Højskole i København. I 1971 etablerede han sin egen tegnestue, og har lige siden arbejdet som freelancer. Lejlighedsvis har han undervist på Danmarks Designskole og på Designskolen Kolding.
Torben Skov har foruden frimærker beskæftiget sig med plakatdesign, formgivning af møbler og tilrettelægning af ca. 1.300 bogomslag. I sin kombinerede tegnestue og privatbolig på Christianshavn er Torben Skov stadig aktiv som grafiker med pen og papir som foretrukne arbejdsredskaber.

## Udstilling på Kunstindustrimuseet
I november 2007 fyldte Torben Skov 60 år. Det fejrede han med den retrospektive udstilling Torben Skov Retrospekt på Kunstindustrimuseet i København, hvor man blandt andet kunne se et udvalg af hans plakater, bogomslag, møbler og frimærkeskitser. 